# Wellin
Wellin (en wallon Welin) est une commune francophone de Belgique située en Région wallonne dans la province de Luxembourg, ainsi qu’une localité où siège son administration.

## Étymologie
747 'Wandalino, circa 947 Watlino, 1104 Welin
Propriété de Wandilo, anthroponyme germanique,

## Géographie
Le village se trouve à deux kilomètres au sud-ouest de l’A4/E411 et est traversé par la route nationale 40 reliant Arlon et Mons.
La commune est traversée par rivière: la Lesse (rivière) qui est un affluent de la Meuse (fleuve), le Ry d'Ave, l'Almache et la Wimbe.
Les anciennes communes de Wellin, Chanly, Halma, Lomprez et Sohier ont fusionné pour former l’actuelle commune lors de la fusion des communes de 1977. Le choix de Wellin comme chef-lieu de commune a suscité quelques polémiques au sein de l’entité[réf. nécessaire].

### Sections
| # | Nom     | Superf. (km²) | Habitants (2020) | Habitants par km² | Code INS |
| - | ------- | ------------- | ---------------- | ----------------- | -------- |
| 1 | Wellin  | 14,72         | 1.458            | 99                | 84075A   |
| 2 | Halma   | 7,91          | 381              | 48                | 84075B   |
| 3 | Lomprez | 13,92         | 331              | 24                | 84075C   |
| 4 | Sohier  | 20,68         | 380              | 18                | 84075D   |
| 5 | Chanly  | 10,66         | 558              | 52                | 84075E   |

### Autres villages de la commune
Barzin,Fays-Famenne, Froidlieu et Neupont.

### Communes limitrophes
La commune est délimitée à l’ouest et au nord par la province de Namur.
|           | Rochefort  |        |
| Beauraing | Wellin     | Tellin |
|           | Daverdisse | Libin  |

## Démographie

### Évolution démographique avant la fusion de 1977
- Source: DGS, 1831 à 1970=recensements population, 1976= habitants au 31 décembre
- 1900: Scission de Carlsbourg

### Évolution démographique de la commune fusionnée
En tenant compte des anciennes communes entraînées dans la fusion de communes de 1977, on peut dresser l'évolution suivante:
Les chiffres des années 1831 à 1970 tiennent compte des chiffres des anciennes communes fusionnées.
- Source: DGS , de 1831 à 1981=recensements population; à partir de 1990 = nombre d'habitants chaque 1 janvier[5]

## Histoire
Le document le plus ancien qui parle de Wellin date de l’an 747. À cette époque, le village portait le nom de Wandalino.
Anciennement, le noyau historique de Wellin se situait autour de l’église. Il est alors délimité par une enceinte et un large fossé défensif. La muraille devait comporter au moins deux portes. Il s'agissait d'un domaine aristocratique appartenant aux Pépinides.
Des fouilles approfondies menées depuis les années 1970 par l'association Les Naturalistes de la Haute-Lesse, sous la conduite de Maurice Evrard, ont permis notamment de découvrir une trentaine de tombes mérovingiennes et un dépotoir carolingien. 
Plus tard, le faubourg s’est développé et l’hôtel de ville (construit en 1889) est devenu le centre du village avec son grand carrefour routier.
Commune du département de Sambre-et-Meuse sous le régime français, Wellin fut transféré à la province de Luxembourg après 1839.

## Héraldique
|  | La commune possède des armoiries. Blasonnement : Coupé, au 1 d’argent à un loup passant, bâté de deux paniers remplis de pierres, tenant de la patte dextre une crosse en barre, adextré d’un arbre, le tout au naturel et posé sur une terrasse de sinople ; au 2 de sable à une bélandre d’or gréée d’argent, le mât surmonté d’une couronne d’or à neuf perles. - Délibération communale : 24 janvier 1977 - Arrêté royal : 29 mars 1979 - Moniteur belge : 13 juin 1979 Source du blasonnement : Lieve Viaene-Awouters et Ernest Warlop, Armoiries communales en Belgique, Communes wallonnes, bruxelloises et germanophones, t. 2 : Communes wallonnes M-Z, Communes bruxelloises, Communes germanophones, Bruxelles, Dexia, 2002. |

## Politique
(juillet 2025).
Le Conseil communal se compose de deux groupes politiques ayant recueilli les suffrages suivants lors des élections du 14 octobre 2018 (législature 2018-2024):
- 8 élus du groupe Wellin dem@in (1234 voix) :

| Nom                | Voix | Apparentement |
| ------------------ | ---- | ------------- |
| Benoît Closson     | 573  | MR            |
| Thérèse Mahy       | 502  | Cdh           |
| Thierry Denoncin   | 363  | MR            |
| Nadine Godet       | 333  | PS            |
| Annick Mahin       | 329  | Cdh           |
| Marc Gillet        | 296  | MR            |
| Philippe Alexandre | 294  | non apparenté |
| Samuel Jerouville  | 273  | Cdh           |

- 5 élus du groupe D'ici 2024 (816 voix) :

| Nom                   | Voix | Apparentement  |
| --------------------- | ---- | -------------- |
| Bruno Meunier         | 492  | PS             |
| Guillaume Tavier      | 343  | PS             |
| Valérie Tonon-Boulard | 333  | non apparentée |
| Olivia Lamotte        | 278  | non apparentée |
| Marc Simon            | 278  | PS             |

Le Collège communal de Wellin se compose des cinq meilleurs scores de la liste Wellin dem@ain. La liste D'ici 2024 a été reléguée dans l'opposition. Les personnes suivantes font partie du Collège communal :
| Nom              | Rôle               |
| ---------------- | ------------------ |
| Benoît Closson   | Bourgmestre        |
| Thérèse Mahy     | Présidente du CPAS |
| Thierry Denoncin | Échevins           |
| Nadine Godet     | Échevins           |
| Annick Mahin     | Échevins           |

### Sécurité et secours
La commune fait partie de la zone de police Semois et Lesse pour les services de police, ainsi que de la zone de secours Luxembourg pour les services de pompiers. Le numéro d'appel unique pour ces services est le 112.

### Jumelage
Wellin est jumelée avec :
- Fort-Mahon-Plage (France), commune balnéaire de la Somme (Picardie)

## Patrimoine et culture

### Patrimoine architectural
- L’église de Wellin a pour patron saint Remacle[7].
- La commune possède deux monuments inscrits au patrimoine immobilier classé.

## Enseignement
Wellin fait partie avec sept autres communes du Geopark Famenne-Ardenne, une aire géologique labellisée par l'UNESCO en 2018.

## Galerie

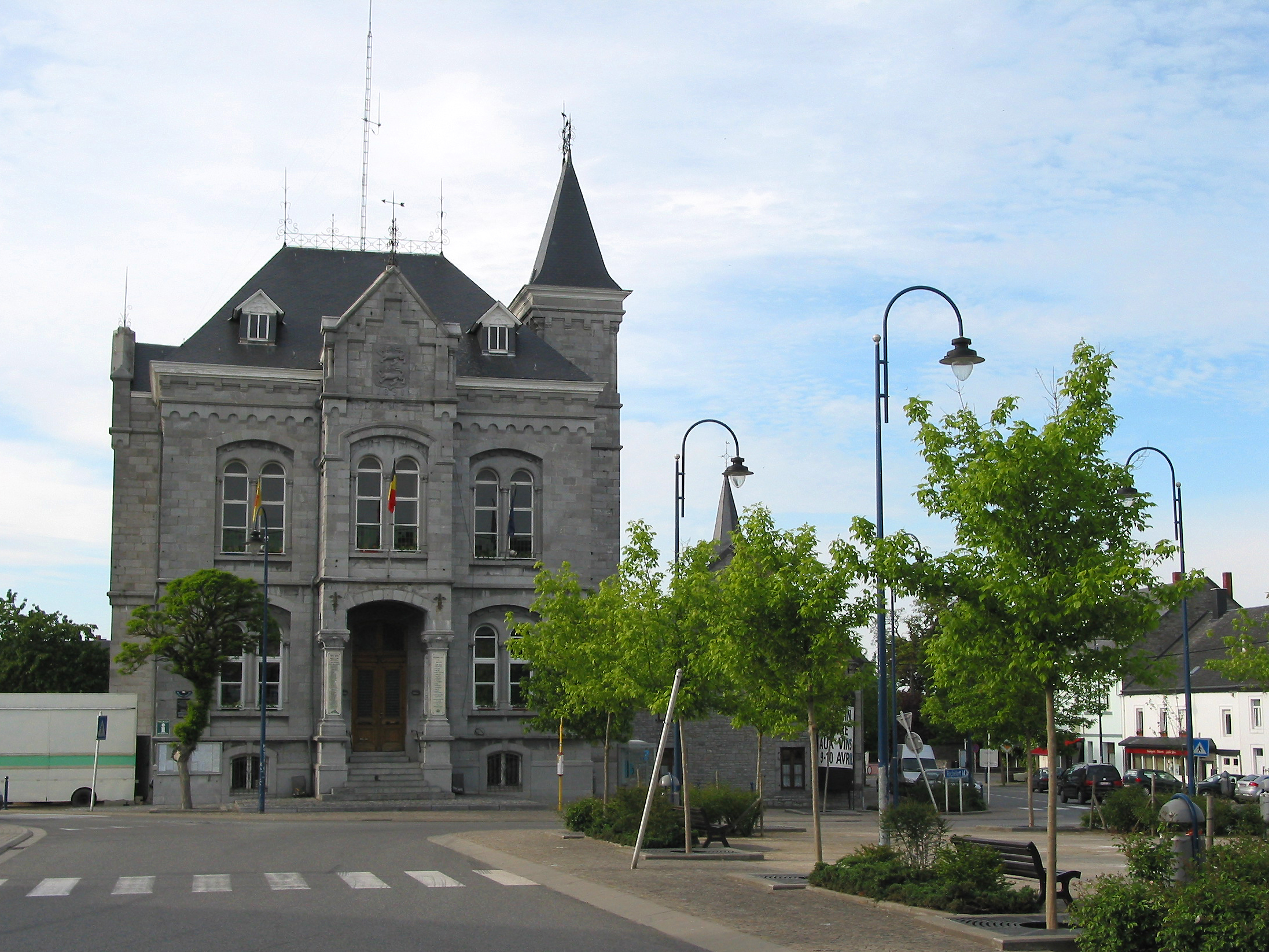
La maison communale.
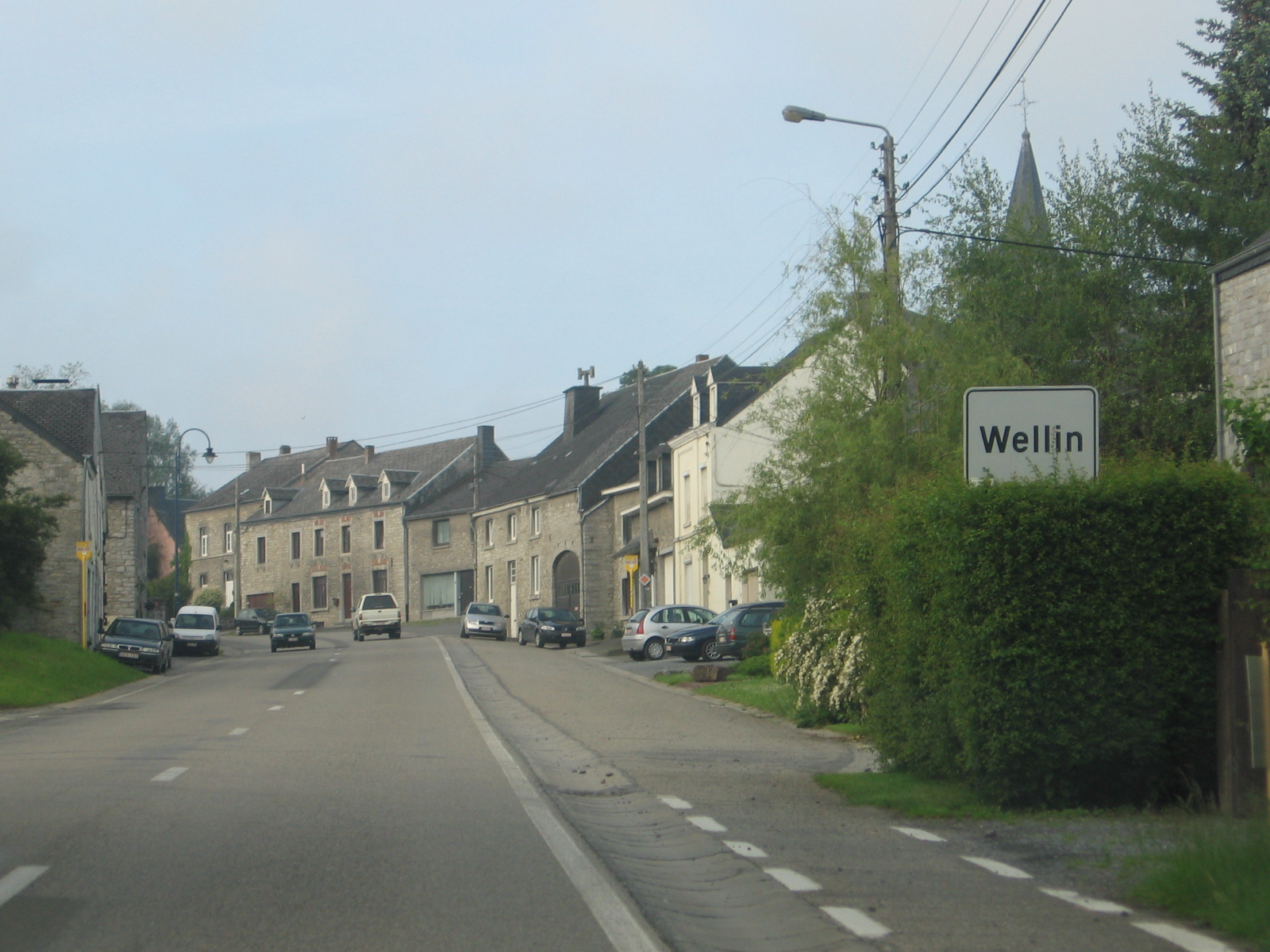
L’entrée du village.
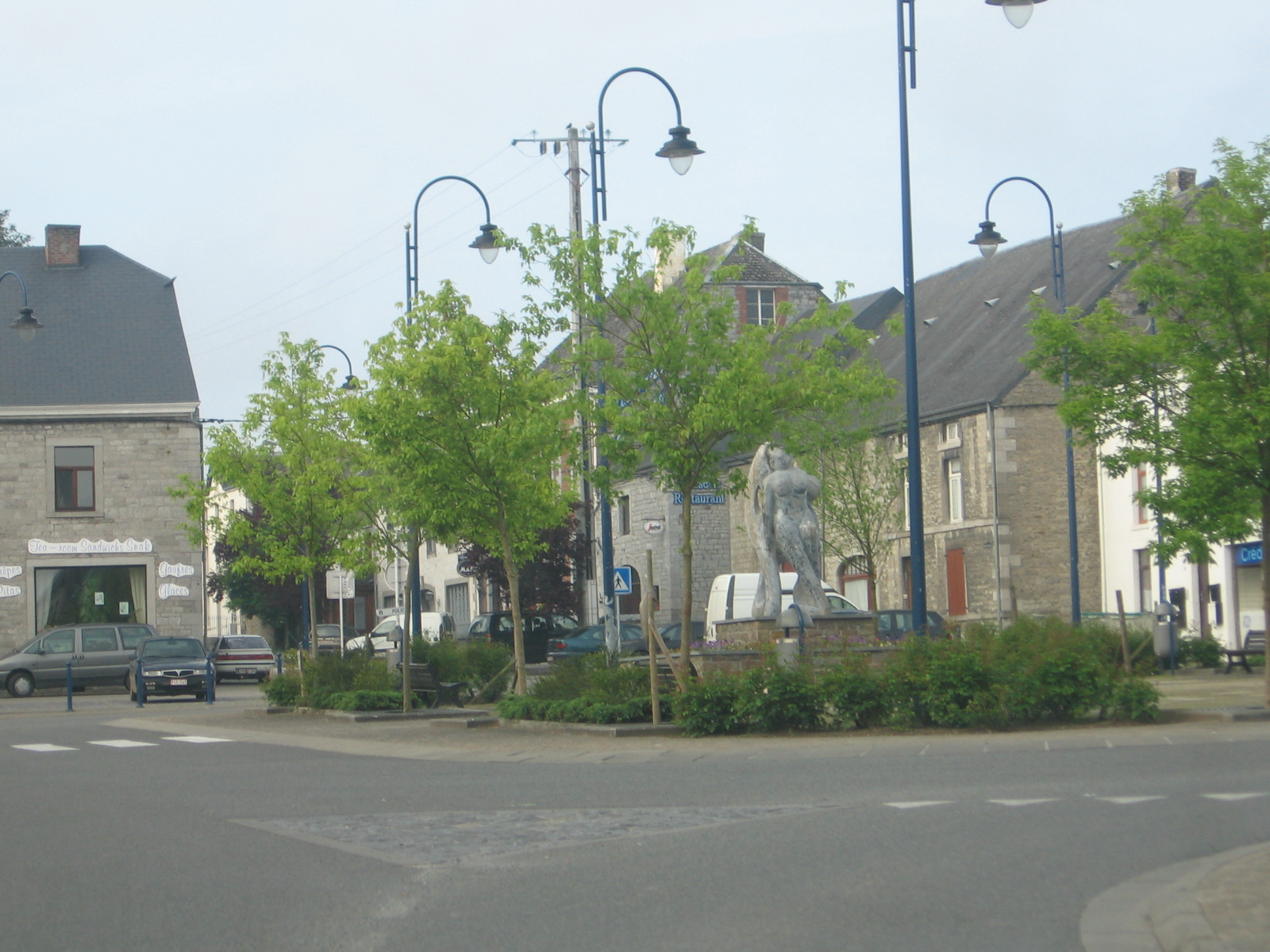
La Grand-Place.
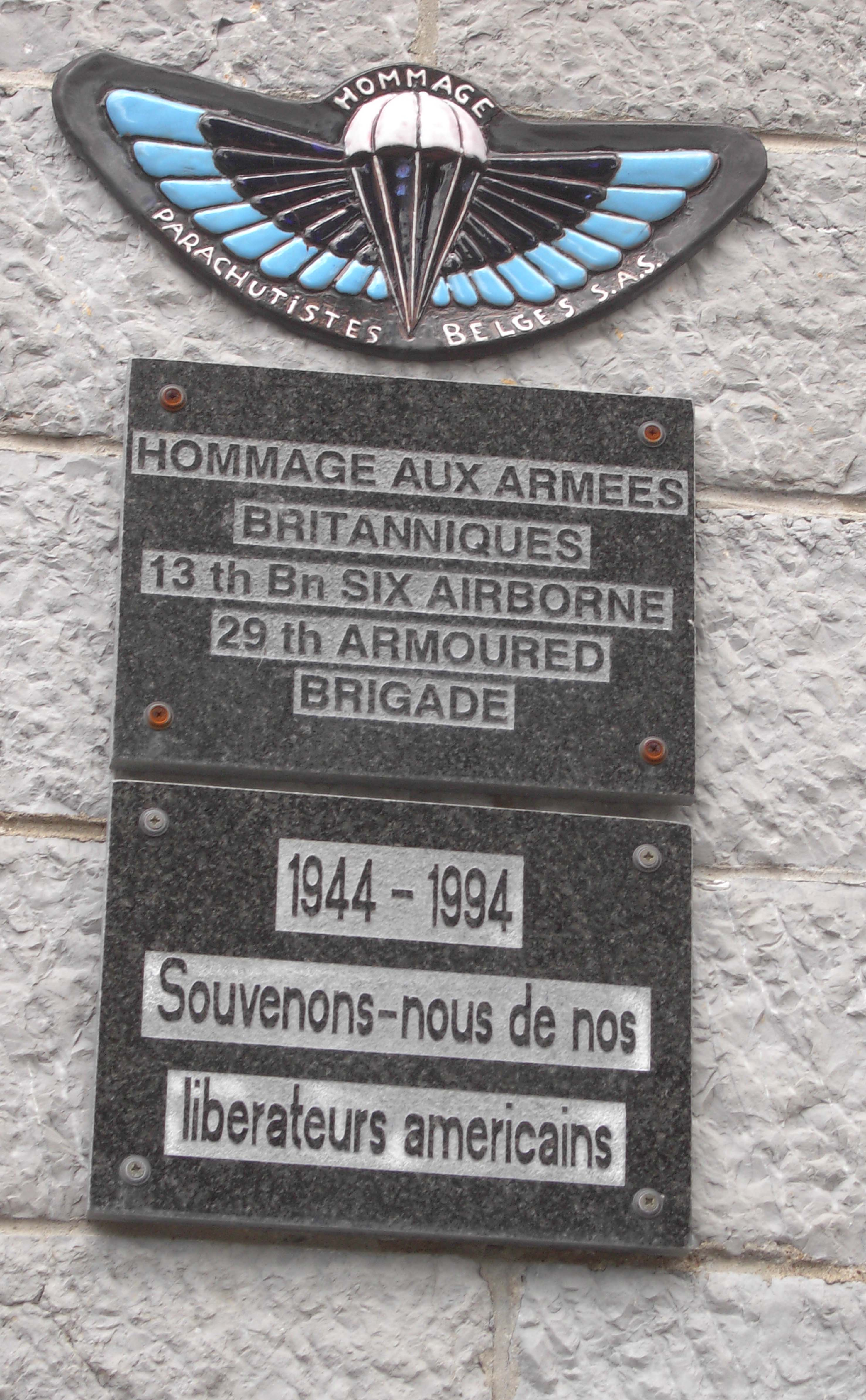
Hommage aux libérateurs de 1944.

## Naissances à Wellin
- Charles Hanin.
- Cyrille Tahay.
- Dani Henrotin dit 'Dany' dessinateur de bande dessinée.
- Gustave Verniory (1865—1949), ingénieur.